# Bank of China Tower (Xangai)
Bank of China Tower
Bank of China Tower (Xangai) (Chinês simplificado: 上海中银大厦; Chinês tradicional: 上海中銀大廈; pinyin: Shànghǎi Zhōngyín Dàshà) é um arranha-céu de 53 andares de 226 m (741 ft) de altura, localizado em Xangai, China. O arranha-céu foi construído para abrigar a sede do Bank of China. Foi construída pela empresa de arquitetura japonesa, Nikken Sekkei.

## Cultura popular
Foi um dos três prédios filmado em Missão Impossível III estrelando, Tom Cruise. O prédio foi o local onde Tom Cruise fez um bungee jumping.